# Kampf im Tal der Riesen
Kampf im Tal der Riesen ist ein US-amerikanisches Stummfilmdrama aus dem Jahr 1927 von Charles Brabin mit Milton Sills und Doris Kenyon in den Hauptrollen. Der Film wurde von First National produziert und basiert auf dem Roman The Valley of the Giants von Peter B. Kyne.

## Handlung
Bryce Cardigan, Sohn des Holzpioniers John Cardigan, kehrt nach mehreren Jahren nach Hause zurück. Shirley Pennington, Tochter eines rivalisierenden Holzbarons, kommt im selben Zug an und trifft Bryce. Zu Hause findet Bryce heraus, dass sein Vater blind und das Geschäft in Gefahr ist. Da Pennington ihrem Unternehmen die Nutzung der örtlichen Eisenbahnlinie verweigert, beschließt Bryce, seine eigene Eisenbahn zu bauen, leiht sich Geld, um sie zu finanzieren, und beauftragt seinen Kumpel Buck Ogilvy
mit dem Bau. Buck bringt den von Pennington kontrollierten Stadtrat dazu, eine Konzession zu erteilen.
Um die Bahnlinie anschließen zu können, muss jedoch die Pennington-Linie gekreuzt werden. Als Pennington die Pläne entdeckt, versammelt er seine Männer zum Kampf. Shirley, die sich gegen ihren Vater stellt, warnt Bryce vor dem bevorstehenden Angriff. Nach einem erbitterten Kampf werden Penningtons Männer in die Flucht geschlagen und die Überfahrt gelingt. John Cardigan gibt Bryce und Shirley, die sich verliebt haben, seinen Segen und fordert sie auf, die begonnene Arbeit fortzusetzen.

## Hintergrund
Gedreht wurde der Film im Humboldt County, u. a. in Eureka, am Eel River und im Redwood-Nationalpark.
1938 verfilmte Warner Bros. Keynes Roman erneut. William Keighley führte bei Im Tal der Giganten Regie.
Ted Smith oblag in seiner ersten Filmarbeit die künstlerische Leitung.

## Veröffentlichung
Die Premiere des Films fand am 4. Dezember 1927 in New York statt. Im Deutschen Reich und in Österreich kam er 1928 in die Kinos.

## Kritiken
Der Kritiker des TV Guide sah ein Drama, das nicht so schwermütig sei, wie es sich anhöre. Es gebe durch Arthur Stone humorvolle Momente.
David Kiehn bezeichnete den Film in seinem Essay für das San Francisco Silent Film Festival als wundervolle Wiederentdeckung.